# Kertes
Kertes (Prunișor), település Romániában, a Partiumban, Arad megyében.

## Fekvése
Borossebestől északra fekvő település.

## Története
Kertes nevét 1406-ban említette először oklevél, már akkor mai Kertes nevén. 1553-ban Also-Kerthews, Felsev-Kerthews, Mézlö-Kertes, Bara-Kertes, 1561-ben Kápolnás-Kerthes, Császár-Kerthes, Mihály-Kerthes, 1574-ben  és 1808-ban és 1913-ban ugyancsak Kertes néven írták.
1851-ben Fényes Elek írta a településről: „...erdős hegyes vidéken: 384 óhitü lakossal, s anyatemplommal.”
1910-ben 890 lakosából 760 román, 81 szlovák, 19 magyar volt. Ebből 782 görögkeleti ortodox, 104 római katolikus volt.
A trianoni békeszerződés előtt Arad vármegye Borossebesi járásához tartozott.